# Argentavis magnificens
Argentavis magnificens (dobesedno »veličastni argentinski ptič«, tudi »veličastni srebrni ptič«) je izumrla vrsta ptice roparice in po nekaterih podatkih ena od največjih znanih ptic, ki je kadarkoli živela.
Strokovnjaki ocenjujejo, da je ptica imela razpon kril okoli 7 m, tehtala pa je 72–79 kg. Leta 2014 so sicer bili odkriti fosilni ostanki druge vrste ptice iz obdobja poznega oligocena, Pelagornis sandersi, ki je imela podobno velik razpon kril, vendar je tehtala največ 40 kg.
Glede na velikost in zgradbo peruti strokovnjaki domnevajo, da je bil A. magnificens predvsem jadralec in je verjetno izkoriščal tudi toplotne tokove. S krili je lahko zamahoval le kratek čas, saj naj bi bile prsne mišice prešibke za dolgotrajno zamahovanje. Najmanjša ocenjena hitrost letenja oz. jadranja je okoli 40 km/h, največja hitrost pa okoli 70 km/h.
V primerjavi s sorodnimi vrstami je bil manj okreten, tj. v aerodinamičnem smislu slabše prilagojen za aktivno plenjenje, zato je bil verjetno bolj podoben mrhovinarju. Glede na analize kosti lobanje plena ni raztrgal na kose, temveč ga je verjetno pogoltnil v celoti.